# جنبية
الجَنْبـية (وجمعها: جَنابي) في اليمن ودول الخليج، أو الشِـبريَّة في الشام، هي نوع من الخناجر العربية تُربط بحزام حول الخاصرة، وتستخدم الجنابي في اليمن بوصفها سلاحًا وزينة وعلامة شَرَف الرجل، كما تنتشر في عُمان وجنوب السعودية والإمارات بين القبائل القحطانية وتُرتدى في الأفراح والأعراس. وصناعة الجنبية هي إحدى الحرف التقليدية الشائعة في تلك الدول.

## الأصل والانتشار

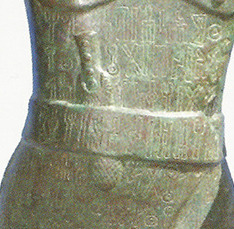
خنجر معدي كرب - المتحف الوطني صنعاء

يعود أقدم شاهد لاستعمال الجنبية إلى النقوش اليمنية القديمة، حيث ورد فيها لفظ 𐩦𐩸𐩨 "ش ز ب" (شَزِيب) في أحد نقوش معبد أوام بعنى خنجر معقوف، ويقارنه الباحثون بالجنبية اليمنية، كما تظهر في التمثال الشهير للملك مَعْدِي كَرِب المحفوظ بالمتحف الوطني بصنعاء يعود تاريخه إلى القرن الثامن قبل الميلاد، وهو يشد وسطه بحزام واضعاً جنبية عليه وتظهر خناجر على عدد من شواهد القبور الحضرمية البدائية من الألف الثالث والثاني قبل الميلاد. ومن اليمن انتشرت الجنبية إلى دول عربية عديدة، وأجزاء من جنوب آسيا وجنوب شرق آسيا، ونقلها الرحالة إلى أرجاء الدولة العثمانية وفارس. ولا يمكن عزل صناعة الجنبية اليمنية عن السيوف اليمانية ذائعة الصيت في الأدب العربي منذ عصور الجاهلية.
وتعد الجنبية من أقدم الأسلحة التي استخدمها الإنسان منذ عصوره الأولى، في الدفاع عن نفسه فهي من الأسلحة الصغيرة التي تستخدم في المواجهات، ولذا، فكان الشخص يحمل الجنبية على خصره أو تحت ثيابه. وتشكل الجنابي الإسلامية مجموعة كبيرة، متنوعة في أشكالها وتطرزها وزخارفها. ومنها مجموعة كبيرة تحتفظ بها المتاحف العالمية المختلفة، ومنها متحف الفن الإسلامي بالقاهرة الذي يقتني عدداً من الجنابي اليمنية الذهبية والمرصعة بالجواهر.

## وصف الجنبية

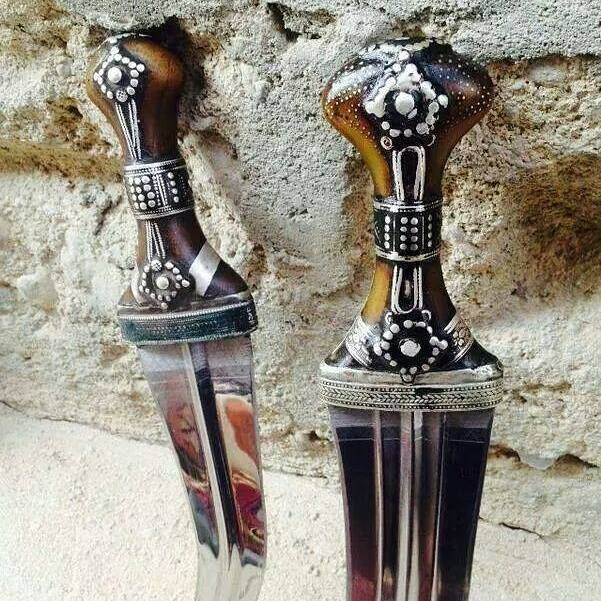
جنبية حضرمية

الجنبية عبارة عن آلة حادة تثبت على مقبض خاص ومن الجنبية أنواع عديدة بعضها رخيص السعر وبعضها متوسط، وبعضها باهض الثمن يصل إلى مئات الآلاف بل إلى ملايين الريالات لها مواصفات خاصة يحتكرها ذوي الخبرة. فمقبض الجنبية وهو أغلاها يُعمل عادة من القرن أو الفضة، وأغلاها يكون من قرون الزرافة أو من قرن وحيد القرن، وقد يطعم ويزخرف المقبض بالذهب والفضة بمهارة عالية.
ويذكر أن الشيخ ناجي بن عبد العزيز الشايف شيخ مشائخ بكيل اشترى جنبيةً بمبلغ مليون دولار أمريكي وتعد أغلى جنبية (خنجر) في العالم، وعمرها أكثر من ألف عام، توارثها المشائخ وكانت تخص الإمام أحمد حميد الدين الذي حكم اليمن منذ عام 1948 حتى تم القضاء عليه في 1962، وكانت من قبله للإمام شرف الدين في القرن السادس الهجري (672 هـ).

## استخداماتها
تستعمل الجنبية سلاحاً قاطعاً كحال السيوف والسكاكين والخناجر. أما في اليمن فتتمتع الجنبية بأهمية اجتماعية إضافية كرمز للرجولة والشدة، وتشير الجنبية المائلة إلى مستوى طبقي رفيع، وتستعمل في رقصة البَرَع الحربية، وفي احتفالات الزواج وغيرها. كما تقدم الجنبية رهناً عند فض النزاعات القبيلة بصفتها رمزاً للشرف القبلي، وفي ذلك باب من أبواب الأحكام القبلية بحضرموت له قواعده الخاصة.

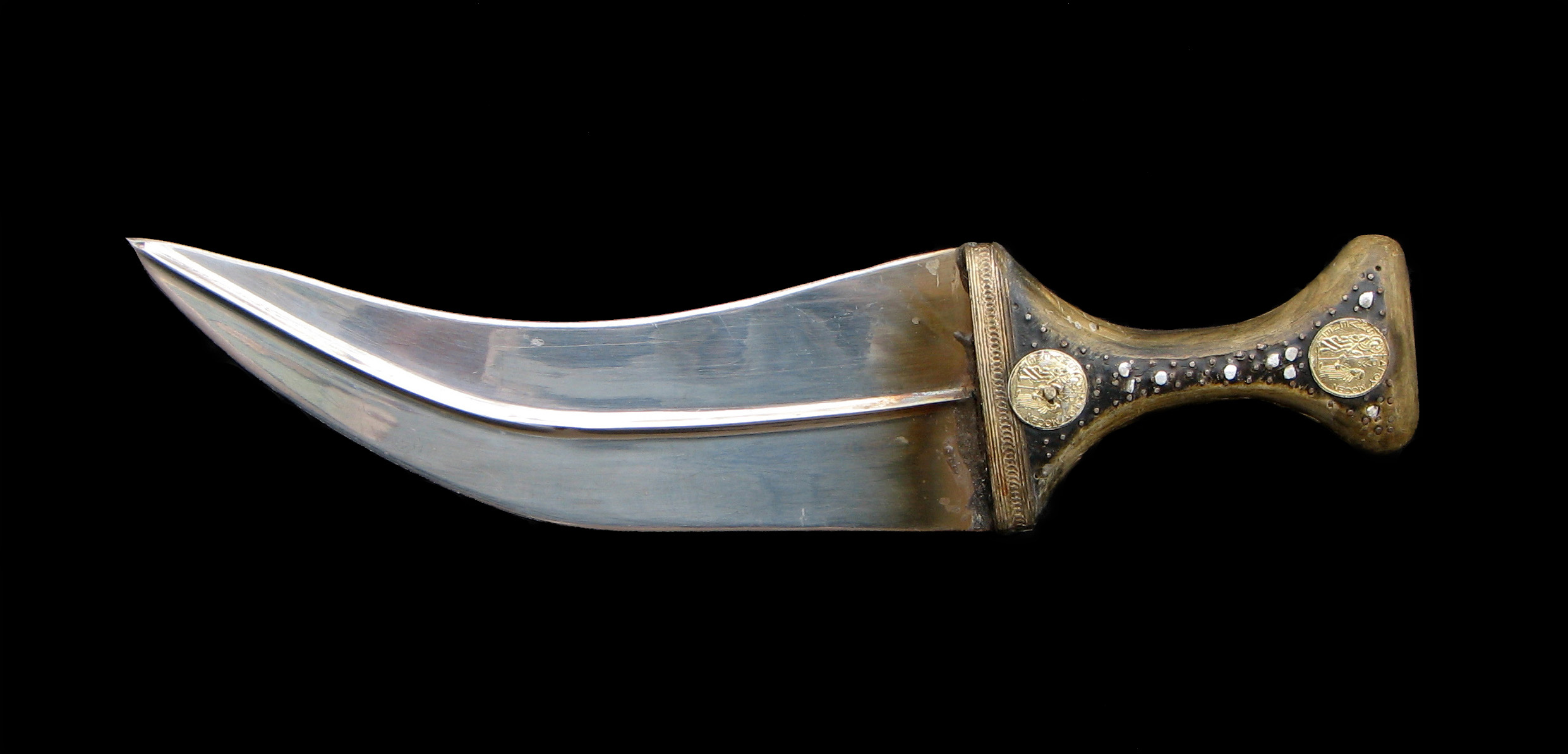
جنبية من اليمن

## مكونات الجنبية
تتكون الجنبية من:

### الرأس
يسمى رأس الجنبية (المقبض) وهو الجزء الذي تتوقف عليه قيمة الجنبية فهو بذلك أهم أجزائها. والجنبية والخنجر من السلاح الأبيض، إلا أن الخنجر يتميز بمقبضه الفضي، أما الجنبية فيصنع رأسها من قرون وحيد القرن وقرون الوعل وسن الفيل أو من المواد البلاستيكية والخشب. هناك العديد من التسميات لأنواع الرؤوس (المقبض):
- الصيفاني (الزراف) ويتراوح عمر الجنبية التي تحمل رأسًا صيفانيًّا بين 400 عام و1500 عام وهي لا تقدر بثمن وسمي صيفاني لشدة صفائه ورونقه ويسمى أيضاً القلب لأنه يؤخذ من لب قرن وحيد القرن ويميل لونه إلى الأصفرار المشوب بحمرة خفيفة وهو شفاف إلى حدٍّ ما وهو أغلى الرؤوس فقد يصل سعره إلى مبالغ خيالية. ومع مرور الوقت وكثرة اللمس والاستخدام للمقبض الصيفاني يكتسب جمالا وقيمة لأن اللمس يضفي عليه المزيد من البهاء والنعومة إذ يتغير لونه من قاتم إلى فاتح إلى شفاف كالزجاج. وأيضا من أسباب ارتفاع ثمن هذا النوع في الآونة الأخيرة قرار منظمة حماية حقوق الحيوان الذي قضى بمنع استيراد قرون وحيد القرن خوفاً عليه من الانقراض.
- الأسعدي وهو في الدرجة الثانية، وقيل بأنه يرجع إلى أحد ملوك اليمن القدماء وهو الحاكم أسعد الكامل
- العاجي المصنوع من عاج سن الفيل وهو في الدرجة الثالثة ويأتي من الهند ولونه أبيض والبعض منه يميل إلى الأصفرار الخفيف وثمنه مرتفع إلى حد ما.
- الكرك ويصنع من قرون البقر وهو أقل الرؤوس ثمنا.
- البلاستك والفيبر والخشب وهو الأقل في السعر.

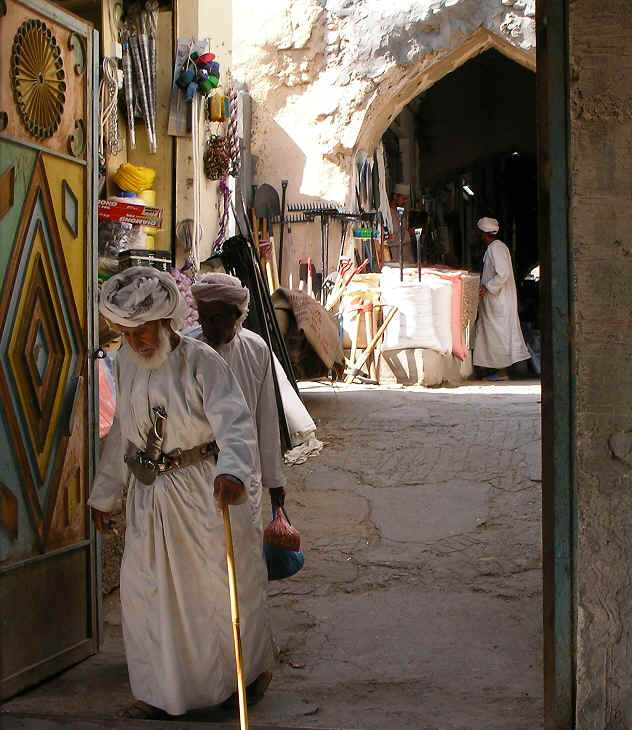
عماني متحزِّمًا جنبيته في نزوى

كما أن القرون والعظام لا تتغير أحوالها بمرور الزمن بل تزداد جمالا وبهاء. وجرت العادة على استخدام الذهب والفضة في تزيين مقبض الجنبية. ويتم استيراد قرون وحيد القرن من كينيا ودول القرن الأفريقي والهند أما قرون البقر فمتوفرة محليا. وتتم صناعة رأس الجنبية بطريقة يدوية وبآلات بسيطة حيث يقوم الحرفي بتقطيع القرن أو السن أو الخشب ونحته وصنفرته، وصناعته على الشكل المطلوب أما بالنسبة للرؤوس البلاستيكية والفايبر فتصب في قوالب بعد صهرها. بعد ذلك يتم تزيين رأس الجنبية بقطعتين من الذهب الحميري أو الفضة يسميان بالزهرتين وهما على شكل جنيهات ذهبية دائرية الشكل تثبت من الخلف بقضيب أو مسمار من النحاس وقد تكون هذه الزهرات من الحديد أو الفضة تُصبغ باللون الأصفر أو الأحمر الباهت وينحت عليها رسومات وأشكال مختلفة. يحيط بأسفل رأس الجنبية ما يسمى بالمبسم وهو إطار معدني مستطيل الشكل يصنع غالباً من الذهب والفضة أو كليهما أو المعدن. معظم الجنابي الجيدة تعرف بنوع مقبضها، وفي الواقع هو الواضع الأساسي لسعر الجنبية اليمنية. أشهر المقابض هو ما يعطي الجنابي اسم الصيفاني (اشتقاقاً من الصفاء: أي صفاء اللون)، وتصنع مقابض الصيفاني من قرن وحيد القرن الأسود والذي قيمته يكلف 1500 دولار أمريكي لكل كيلوجرام، وتعرف أنواع الصيفاني بألوانها المختلفة. وقد تكون لها خامات أخرى كالفضة، الخشب، قرون الحيوانات (غير ما ذكر سابقاً). وقد تستخدم القطع الذهبية والفضية في تزيين مقبض الجنبية كما هو الحال في الغالب.

### النصلة (السلة)

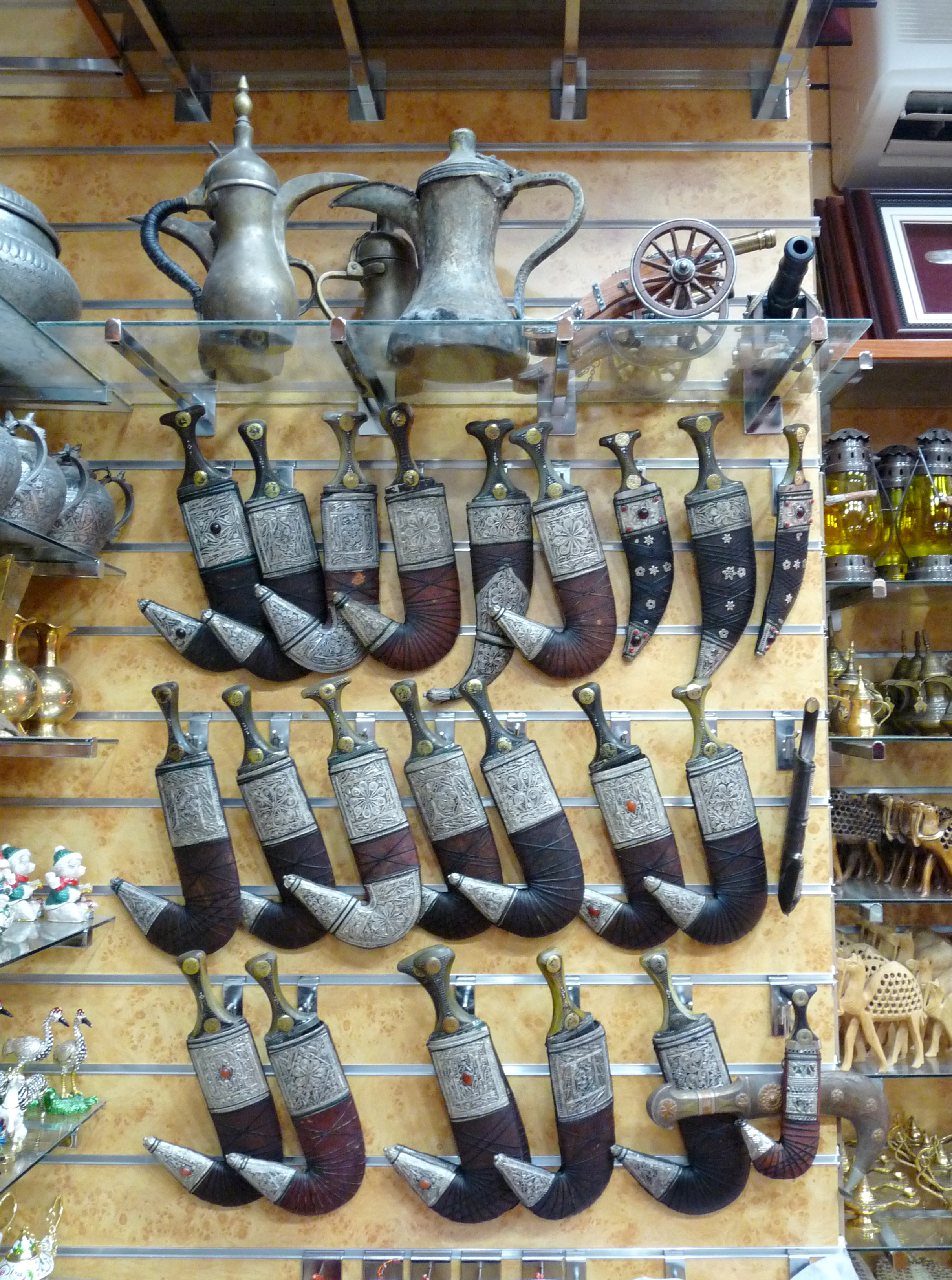

وهي عبارة عن قطعة معدنية حديدية بالغة الحدة (كالموس أو أشد) في كلا الوجهين وفي وسطها خط مجوف إلى الأعلى يسمى العاير أو المعيرة. وهذا العاير يسمح بدخول الهواء في جرح المطعون بالجنبية ويؤدي إلى إصابة الجرح بالتسمم. ومن أهم أنواع النصال (السلال) الحضرمي والينز والعدني والزنك والمْبرد والهندوان والبتار وأفضلها الحضرمي والهندوان. وتلعب النصلة دوراً كبيراً في تحديد قيمة الجنبية ماديا ومن ناحية الاستخدام فبعضها مسنونة جدا وبشكل مريع وتحتفظ بهذه الحدة ولا تفقدها لذلك تتفاوت الأسعار حسب نوع الحديد المصنوعة منه ويتم صناعتها بطريقة يدوية حيث يتم توسيع النصلة عن طريق الطرق وكذلك القيام بطرق أطراف النصلة لتصبح رقيقة جدا وحادة كالموس وبعد ذلك يتم صنفرتها وصقلها أو تلميعها وتجهيزها لعملية الإلصاق برأس الجنبية، ثم يصب بعد ذلك اللحام الذي يتكون من الليان (نوع من اللحام) والرماد والزيت في مبسم الجنبية من أجل تثبيتها بإحكام شديد وأيضا للحفاظ على الجنبية وإعطائها المنظر الجميل الأخاذ.

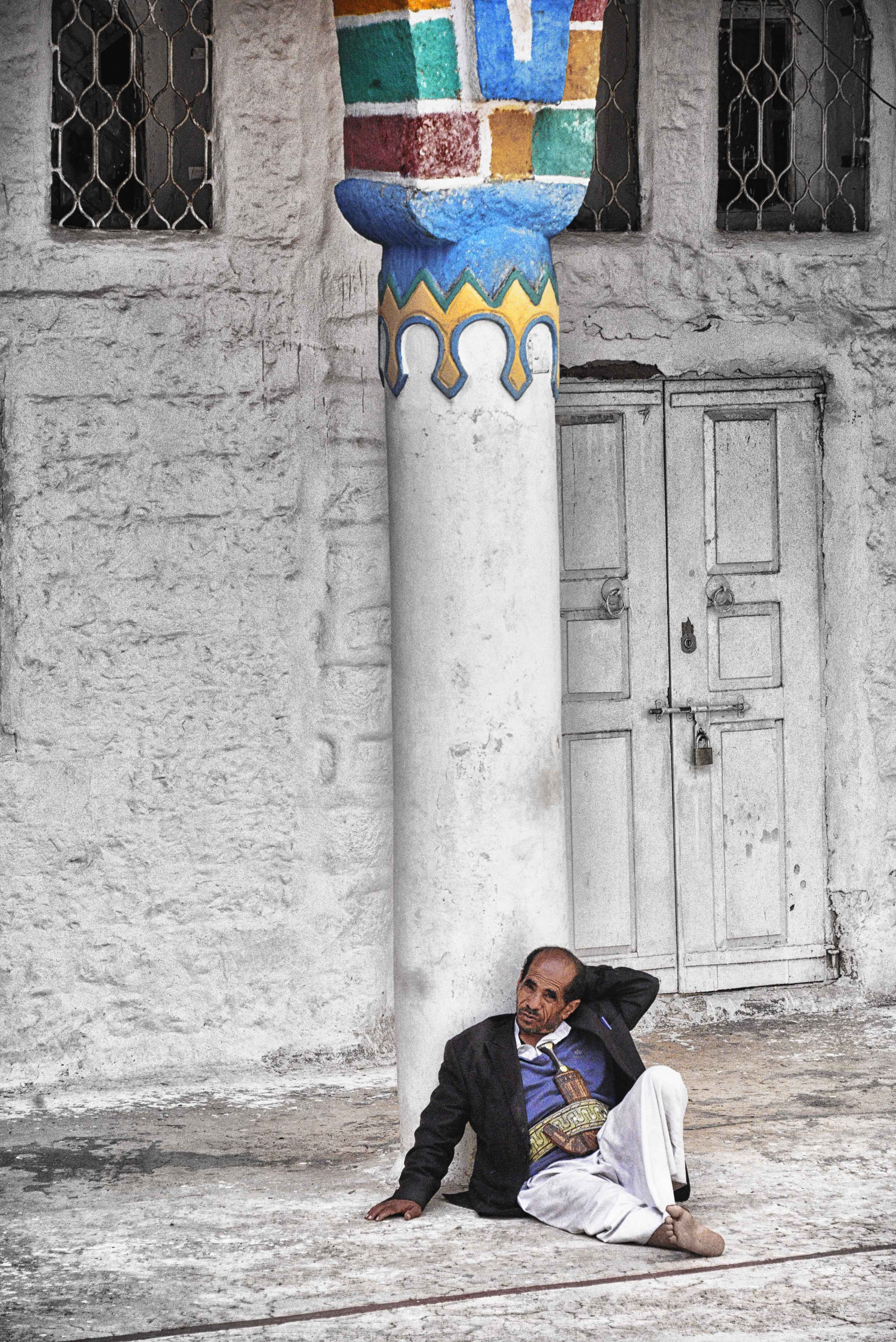
يمني متحزماً جنبيته في اليمن

### العسيب
وهو الجزء الخشبي الذي توضع بداخله الجنبية (الغمد) وعادة ما يصنع من الخشب الخفيف مثل خشب البرقوق أو العنبرود أو العشار أو الثالوث، فيتم نحته وتجهيزه ثم تغليفه «بالجلد» وخيوط الخيزران أو يتم تغليفه بالزنك المطعم بالذهب والفضة والنقوش. والأغمدة نوعان:
- الحاشدي وهو أكثر انتشارا حيث يتميز بصغر زاوية انحناء مؤخرة الغمد وشكله يشبه حرف اللام وهو الأكثر استخداما في الوقت الحالي
- البكيلي وهو على شكل حرف الراء وهو يشبه غمد السيف.

### الحِزام
الذي يثبت فيه العسيب (غمد الجنبية) في منتصفه. وبواسطة هذا الحزام يستطيع الرجل ارتداء الجنبية بتثبيتها أسفل بطنه حيث يتم لف الحزام على الخصر. وصناعة العسوب والأحزمة الخاصة بالجنابي لها طابعها الخاص وفنونها المتميزة، ويتم تطريز الأحزمة بواسطة «الخيوط». والتطريز الجيد هو الذي يتم يدويا فيأخذ ألوانًا عديدةً ورسومات متناسقة وجميلة. هناك أنوع من هذه الأحزمة:
- المفضلي وهو أفضلها وسمي بهذا الاسم نسبة إلى بيت المفضل المشهور بصنع هذا النوع.
- المتوكلي وترجع تسمية هذا الحزام للإمام المتوكل.
- الكبسي.
- الطيري
- المركزي.
- المرهبي وهو الأرخص ثمناً

وتتفاوت الأحزمة تبعاً لتفاوت أنواع الخيوط المستخدمة في تطريزه واختلافها، وجودة صنعة شكله وجماله. وتطرز غالبية الأحزمة بالخيوط الذهبية والتي تسمى "بالسيم" (والسيم نوعان الأصلي والعادي). ويتم تطريز الحزام بالرسم الأولي للحزام على قطعة من القماش حيث يتم تطريزها بالنقوش والصور أما الأحزمة التي تفصل باستخدام آلات الخياطة الحديثة فليس لها أي قيمة معنوية تذكر وهي رخيصة الثمن.

## أنواع الجنابي
في اليمن:
- الجنابي اليمنية:

1. الجنبية الصيفانية وهي أغلاها على الإطلاق.
2. الجنبية الحاشدية نسبة إلى قبيلة حاشد.
3. الجنبية البكيلية نسبة إلى قبيلة بكيل.
4. الجنبية الحضرمية نسبة إلى حضرموت.
5. الجنبية التوزة التي تتميز بحزام عريض ووضعها يكون مائلاً على خصر من يلبسها.

- الجنابي الحضرمية: وهي أربعة أنواع:

1. الجنبية القديمي: وهي من الحديد الهندوان ويجلب عامة من مناجم الحديد في الهند وهو أقرب إلى الإستيل وهو حديد معالج يتعرض إلى درجات حرارة عالية وصقل بارع لظهور اللمعة وعامة فإن الجنبية القديمي تكون قصيرةً إلى حدٍّ ما، ويميل ثلثاها الأسفل إلى الانحدار والانحناء السريع، لتعطيها شكلها المميز، وهي ليست عريضة.
2. الجنبية الحسيني: ويقال إنها أقصر من القصبي وليست عريضة وعموماً فقد انقرضت هذه الجنبية من الصنع والاستعمال.
3. الجنبية القبلي: وهي جنابي طويلة إلى حدٍّ وعريضة وهي من أجمل الجنابي صنعاً وحديداً وصقلاً وهي مرغوبة عند قبائل القبلة في حضرموت وقبائل اليمن وقبائل المنطقة الجنوبية بالمملكة العربية السعودية ومنها غامد وزهران وخثعم وبلقرن وبني عمرو وهي أغلى الجنابي وأثمنها على الإطلاق.

في السعودية:
- الجنبية النجرانية: تعد الجنبية و الخنجر موروثًا أصيلًا في منطقة نجران و يتم صناعته من الحديد بمقبض يصنع من قرون بعض الحيوانات و يحلى بقطع من الفضة أو الذهب , في حين يصنع الغمد من الخشب المغطى بالجلد أو بصفائح من الفضة و يثبت الغمد في حزام من الجلد . وتتعدد أنواعها في نجران حيث يوجد نوع محلي يسمى أم تسعة أو أم فصوص و المشطف و هناك نوع آخر من الجنابي يسمى بالمكعب و كذلك الجنبية الدرما. وتسمى الجنبية أو الخنجر "المقبض" و هو ما يميز جودتها ومنها "الزراف" الذي يميل إلى اللون الأصفر والأحمر الخفيف وهو غالي الثمن، ويعد أفضل الأنواع وهناك نوع أخر لونه أبيض ويميل إلى الأصفر والنوع الثالث هو القرن وتكسو أشكال المقابض الذهب أو الفضة مما يكسبها جمالا ومهارة في الصنع، ثم يأتي الطوق ويليه الصدر وهو عبارة عن صفائح وأسلاك دقيقة وحلقات من الفضة أو الذهب، ثم القطاعة وتمثل الجسد أو الغمد، وغالبًا تتكون من صفائح فضية أو ذهبية مزخرفة بنقوش بديعة، وهو عبارة عن قطعة من الفضة المزركشة بنقوش ورسومات دقيقة جدًا في حين يُغطَّى الجزء الخلفي من الخنجر بالمخمل أو الصوف، أما (السلة) فلها أشكال متعددة.[12]
- الجنبية العسيرية: يتزين فيه الرجال و يكون الخنجر حاد و مقبضه من فضه وتوجد ثلاثة أنواع له وهي الشامية , القديمية , المعيرة و يعد الخنجر (الجنبية) جزءا مكملا للباس الرجل العسيري و تكون عبارة عن خناجر صغيرة يطلق عليها في بعض أجزاء عسير بالمضية.[13]
- الجنبية النجدية: يسمى الخنجر بالقديمي أو الشبرية وهو مثل السيف يصنع من الفولاذ إلا أنه قصير حيث يبلغ طوله 30 سم و معقوف قليلا , له أيضًا غمد جلدي مزخرف ومطعم بالفصوص , وأحيانًا يكون الخنجر ذهبيا أو مطليا بالذهب, ويعلق بالحزام تحت السرة, كما أن هناك أنواعًا توضع على الجنب تسمى الجنبية ولها أسماء متعددة منها: الودين , الحويرثي , المسمار , الذريع وهو طول ذراع وتسمى أيضًا العكف لانحنائها .[14]
- الجنبية الجيزانية: في المدن يتكون اللباس من مئزر و صديرية من قماش البفتة البيضاء، ويضع الفرد خنجرا في وسطه مفضض الممسك ويسمى الجوفية، بينما رؤساء القبائل فيرتدي الرجل منهم قميصا طويلا تحته مئزر من قماش البفتة ويوضعُ على رأسه عمامة، ويتمنطق بخنجر مفضض ورداء . سكان تهامة جيزان يرتدون مئزرًا أبيض و يتقلد عليه الجنبية أو الشفرة وتسمى الحزبة . وعلى أساس التقسيمات الثلاثة للمنطقة فإن اللباس في الماضي كان يختلف من منطقة إلى أخرى , ففي القسم التهامي (السهلي) يكون اللباس من ثلاث قطع: الثوب والقميص والكوت ثم تضاف إليها الغترة والجنبية والمسدس أحيانًا. أما في القسم الجبلي فتتميز الملابس الرجالية بحدة ألونها وتنوع خطوطها وتتكون في الغالب من قطعتين الشميز والمئزر مع لبس الجنبية أو الحزبة وفي القسم الساحلي يتكون لبس الرجل من مئزر و شميز لكن يكون خفيفًا و مختصرًا .
- الجنبية الحجازية: كانت الجنبية والخنجر في القرى من أبرز أدوات الزينة التي يتحلى بها الرجال , كما كان يتزين بها السادة والأشراف والأمراء في الحواضر , ويستعملون الخناجر الذهبية مشدودة إلى حزام من الجلد الناعم اللامع مما يجعل الجنبية تلمع عند لبسها.[15]
- الجنبية الحساوية:
- جنبية الباحة: يرتدي الرجال في منطقة الباحة منذ القدم حزامًا، يكون فيه غالبًا جنبية أو قديمية، الجنبية طويلة بشكل عرضي، أما القديمية فتكون بشكل طولي، وهما سلاحان شخصيان ومن لوازم الحياة سابقًا، بحيث كانت الجنبية أو القديمية، ترافق صاحبها طوال الوقت، وفي كل مكان، في المسجد وفي الأسواق وفي المزرعة وفي الحفلات، وكان بعضهم يعدُّها جزءًا من لباسِهِ، ولا يتركها إلا عند النوم. وكان الناس يعيبون على الشخص الذي يرونه لا يحمل سلاحه الشخصي.
- المسربل: يطلق لقب "المسربل"، على الرجل الذي لا يلبس جنبيته في وسطه بالمنطقة الجنوبية، حيث جرت العادة ألا تفارقه في عموم حياته.[16]

## أنواع المقابض
يوجد العديد من أنواع المقابض، التي تتزين بها الجنابي، أهمها:
- الوتر.
- الصيني.
- الحضرمي.
- العماني.
- الحدادي.

## خصائص الجنبية
تتميز الجنابي بالعديد من الخصائص، من أهمها:
- رمز للأصالة والزينة وإرث تاريخي.
- غمدها يكون مغلفًا بالجلد.
- تتزين بالذهب والفضة وقرون وحيد القرن.
- الجنابي السعودية تتميز بدقة الصنع عن العمانية واليمنية.
- كانت سلاح الرجل للدفاع عن نفسه في الماضي.
- حين يكون الغمد مغلفًا بالفضة، يطلق عليه "خنجر".
- تصل أسعارها إلى مئات الآلاف من الريالات.
- تستخدم في السعودية وعمان واليمن.

## الجنابي الصينية
في السنوات الأخيرة، بدأت الصين بتصدير جنابي "مقلّدة" إلى الأسواق اليمينة، ويعتقد بأن سبب انتشار الجنابي المقلدة في السنوات الأخيرة، هو الظروف الاقتصادية، حيث إن الأغلبية يرفض التخلي عن لبس الجنابي، والتنازل عن التباهي. وقد أقبل عليها الكثير، كونها غير مكلفة، إذ تتراوح أسعارها بين 10 إلى 20 دولارًا أميركيًّا.

## ملتقى السفر والاستثمار
في أبريل 2015، أقيم ملتقى السفر والاستثمار، تم فيه الإعلان عن صناعة أصغر الجنابي في السعودية، حيث لا يتجاوز طوله 6 سم وعرضه 2 سم، كما شوهد بهذا الملتقى وجود "سيف"، وصف بأنه أكبر سيف مصقول.